# Liam Aiken
Pour les articles homonymes, voir Aiken.
Liam Aiken est un acteur américain né le 7 janvier 1990 à New York (États-Unis).

## Biographie

### Jeunesse
Liam est né à New York aux États-Unis, il est le fils unique de Moya Aiken et de Bill Aiken. Son père est mort du cancer en octobre 1992 à l'âge de 34 ans, Liam n'avait que deux ans. Il est diplômé de la Dwight-Englewood School (en) en 2008.

### Carrière
Il commence sa carrière cinématographique en 1997, et obtient en 1998 un Young Artist Award pour sa prestation dans Ma meilleure ennemie (Chris Columbus). En 1998, il rate de peu le rôle de Cole dans Sixième Sens, qui revient finalement à Haley Joel Osment. De même, en 2000, il fait partie des quatre derniers prétendants pour le rôle de Harry Potter, mais échoue face à Daniel Radcliffe, en particulier du fait que J.K. Rowling souhaitait qu'un acteur britannique interprète le jeune sorcier à l'écran. La suite lui est plus favorable : en 2002, il interprète le second fils de Tom Hanks dans Les Sentiers de la perdition (Sam Mendes), et en 2004, il décroche le rôle de Klaus Baudelaire dans l'adaptation cinématographique de Les Désastreuses Aventures des orphelins Baudelaire (Brad Silberling), qui connaît un succès critique et public international.
En 2006, il joue Ned Grim dans Fay Grim. En 2010, il obtient l'un des rôles principaux dans The Killer Inside Me, celui de Jonnie Pappas. En 2013, il joue le rôle de Mr. Will dans Electrik Children de Rebecca Thomas (en), et la même année il tient le second rôle principal, celui de Bryan, dans le film How to Be a Man (en) de Chadd Harbold.

## Filmographie

### Cinéma

#### Longs-métrages
- 1997 : Henry Fool de Hal Hartley : Ned Grim
- 1998 : Montana de Jennifer Leitzes : Kid
- 1998 : Ma meilleure ennemie de Chris Columbus : Benjamin Harrison
- 1998 : L'objet de mon affection de Nicholas Hytner : Nathan
- 2000 : Je rêvais de l'Afrique de Hugh Hudson : Emmanuele à 7 ans
- 2001 : Sweet November de Pat O'Connor : Abner
- 2001 : The Rising Place (en) de Tom Rice : Emmett Wilder
- 2002 : Les Sentiers de la perdition de Sam Mendes : Peter Sullivan
- 2003 : Mon chien, ce héros (Good Boy!) de John Robert Hoffman (en) : Owen Baker
- 2004 : Les Désastreuses Aventures des orphelins Baudelaire de Brad Silberling : Klaus Baudelaire
- 2006 : Fay Grim de Hal Hartley : Ned Grim
- 2010 : The Killer Inside Me de Michael Winterbottom : Johnnie Pappas
- 2012 : Nor'easter (en) de Andrew Brotzman : Josh Green
- 2012 : Girls Against Boys d'Austin Chick (en) : Tyler
- 2013 : Electrick Children de Rebecca Thomas (en) : Mr. Will
- 2013 : How To Be A Man (en) de Chadd Harbold : Bryan
- 2014 : The Frontier (en) d'Oren Shai : Eddie
- 2014 : Ned Rifle de Hal Hartley : Ned Grim
- 2015 : Weepah Way for Now (en) de Stephen Ringer : Reed
- 2016 : Like Lambs (en) de Ted Marcus : Charlie Masters
- 2016 : The Honor Farm (en) de Karen Skloss : Sinclair
- 2020 : The Bloodhound (en) de Patrick Picard : Francis
- 2021 : Bashira (2021) (en) de Nickson Fong : Andy

#### Courts-métrages
- 2013 : The trouble with Mom (en) (Munchausen) d'Ari Aster : Grim
- 2014 : Let Me Down Easy de Elisia Mirabelli : Hezekiah
- 2014 : Cold Specks - Neuroplasticity

### Télévision

#### Séries télévisées
- 1998 : New York, police judiciaire : Jack Ericson (épisode 19 de la saison 8)
- 2002 : New York, section criminelle : Robbie Bishop (épisode 2 de la saison 2)
- 2007 : New York, police judiciaire : Tory Quinlann (épisode 20 de la saison 17)
- 2009 : New York, section criminelle : Jason (épisode 10 de la saison 8)
- 2011 : A Gifted Man : Milo (épisodes 1 et 8 de la saison 1)
- 2013 : Mad Men : Rolo (épisode 12 de la saison 6)
- 2024 : New York, police judiciaire : Thomas Norton (épisode 7 de la saison 24)

### Doublage
- 2004 : Les Désastreuses Aventures des orphelins Baudelaire (jeu vidéo) : Klaus Baudelaire (voix)